# 'O mare mio
'O mare mio è stato un programma televisivo italiano, prodotto da Discovery Italia per NOVE, andato in onda dal 9 gennaio 2017 al 30 settembre 2018, è condotto da Antonino Cannavacciuolo. 

## Il programma
Il programma, ideato dallo stesso Cannavacciuolo, vede come protagonisti dei pescatori di una località marina italiana e gli abitanti del posto. In questo contesto, tre personalità locali devono preparare una loro versione del piatto tipico del luogo in cui si trovano a base di pesce. Al termine le pietanze vengono sottoposte al giudizio di due chef di un ristorante tipico della città e a quello di Cannavacciuolo. Il cuoco vincitore si aggiudica la preparazione di un piatto insieme allo chef Cannavacciuolo.
La voce fuori campo è quella del doppiatore Luca Bottale.

## Edizioni
| Edizione | Conduzione              | Messa in onda    | Messa in onda     | Puntate | Rete |
| Edizione | Conduzione              | Inizio           | Fine              | Puntate | Rete |
| -------- | ----------------------- | ---------------- | ----------------- | ------- | ---- |
| 1        | Antonino Cannavacciuolo | 9 gennaio 2017   | 30 gennaio 2017   | 4       | NOVE |
| 2        | Antonino Cannavacciuolo | 7 gennaio 2018   | 28 gennaio 2018   | 4       | NOVE |
| 3        | Antonino Cannavacciuolo | 2 settembre 2018 | 30 settembre 2018 | 5       | NOVE |

## Puntate

### Prima stagione
| Episodio n°   | Località           | Prima TV        | Telespettatori | Share |
| ------------- | ------------------ | --------------- | -------------- | ----- |
| 1             | Aci Trezza (CT)    | 9 gennaio 2017  | 478.000        | 1,60% |
| 2             | Porto Cesareo (LE) | 16 gennaio 2017 | 397.000        | 1,40% |
| 3             | Lerici (SP)        | 23 gennaio 2017 | 561.000        | 2,00% |
| 4             | Porticello (PA)    | 30 gennaio 2017 | 498.000        | 1,75% |
| Media auditel | Media auditel      | Media auditel   | 484.000        | 1,70% |

### Seconda stagione
| Episodio n°   | Località                              | Prima TV        | Telespettatori | Share |
| ------------- | ------------------------------------- | --------------- | -------------- | ----- |
| 1             | Vico Equense (NA)                     | 7 gennaio 2018  | 599.000        | 2,30% |
| 2             | Muggia (TS)                           | 14 gennaio 2018 | 467.000        | 1,80% |
| 3             | Monopoli (BA) e Polignano a Mare (BA) | 21 gennaio 2018 | 506.000        | 1,90% |
| 4             | Cabras (OR)                           | 28 gennaio 2018 | 412.000        | 1,70% |
| Media auditel | Media auditel                         | Media auditel   | 496.000        | 1,90% |

### Terza stagione
| Episodio n°   | Località        | Prima TV          | Telespettatori | Share |
| ------------- | --------------- | ----------------- | -------------- | ----- |
| 1             | Procida (NA)    | 2 settembre 2018  | 323.000        | 1,60% |
| 2             | Imperia-Oneglia | 9 settembre 2018  | 365.000        | 1,80% |
| 3             | Scilla (RC)     | 16 settembre 2018 | 369.000        | 1,60% |
| 4             | Termoli (CB)    | 23 settembre 2018 | 397.000        | 1,70% |
| 5             | Carloforte (SU) | 30 settembre 2018 | 387.000        | 1,60% |
| Media auditel | Media auditel   | Media auditel     | 368.000        | 1,70% |